# Studebaker Champ
Studebaker Champ a fost un camion produs de Studebaker din 1962 până în 1966, cu toate acestea, producția în Europa a continuat în 1975, după ce corporația Studebaker-Packard a dat faliment și a fuzionat cu AMC. Aproximativ 900.000 de unități ale camionului au fost vândute în întreaga lume. 156.000 de unități au fost vândute din 1962 până în 1966 și 744.000 de unități au fost vândute Europei din 1962 până în 1975. În primele luni de la lansare, în jur de 10.000 de unități au fost vândute în toată lumea.
Camionul a fost înlocuitorul vechiului camion Studebaker E-Series. În 1969 Studebaker a fost fuzionat cu AMC din cauza falimentului acestora, însă Champ a continuat să fie produs pentru piața europeană până în 1975. Camionul a fost înlocuit cu camionul original Jeep Gladiator.